# Lucia di Lammermoor

Lucia di Lammermoor là một trong những vở opera xuất sắc nhất của Gaetano Donizetti, nhà cách tân opera người Ý. Lời của vở opera này được sáng tác bởi Salvadore Cammarano, dựa trên tiểu thuyết The Bride of Lammermoor của đại văn hào người Scotland Walter Scott. Vở opera được trình diễn lần đầu tiên vào năm 1835 tại Napoli.